# Cerrito (Paraguay)
Cerrito es una ciudad del Departamento de Ñeembucú, ubicada a 100 km de la ciudad de Pilar, sobre la margen derecha del río Paraná, frente a Yahapé, Argentina. Su nombre se debe por ser la única zona elevada del departamento.

## Historia
Su nombre proviene de un pequeño cerro desde el cual se tiene una hermosa vista del río. Esta elevación tiene como nombre Ita Punta. En su cima tenía un busto del dictador Alfredo Stroessner que fue destruido por un rayo poco antes del golpe de Estado que lo derrocó. El rayo dio origen a investigación policial para determinar si la destrucción del busto no fue producto de un explosivo. 
Está ubicada sobre antiguas poblaciones indígenas. Se han encontrado en la zona numerosas urnas mortuorias precolombinas. Fue elevada a la categoría de distrito el 4 de mayo de 1939.
Fundadores: Juan Pablo Arce, 

## Geografía
En la zona existen innumerables esteros, arroyos y ríos que contribuyen a que el clima sea fresco y húmedo. La temperatura media del departamento es de 22 °C, la temperatura máxima puede oscilar entre 37° y 40 °C, la mínima entre 5º a 2 °C. Los meses más lluviosos son enero, marzo, abril y octubre, los más secos son mayo y agosto.

## Infraestructura
Cerrito se encuentra a 478 km de la ciudad de Asunción. Se accede al distrito por las rutas I "Mcal. Francisco Solano López" y IV "José Eduvigis Díaz" y un ramal. Se accede además por el ramal que parte de San Ignacio Misiones distante a 225 km de la Capital Asunción, de allí y con orientación al Sur son 120 km de caminos no pavimentados.
Otro camino utilizado en días de lluvias es el de la Avda. Arary que parte desde la ciudad de Ayolas Misiones, (320 km de la capital), este camino tienen un trazado que va en paralelo al río Paraná, desde Ayolas tenemos 95 km de distancia hasta llegar a Cerrito, muy importante mencionar que independientemente desde donde se acceda Cerrito no se encuentra sobre el trazado de la ruta, para llegar a ella se deben ingresar 15 km.
Faltan buenos caminos, su acceso por tierra requiere de un largo viaje. La localidad argentina más cercana y por donde se puede llegar a cruzar en lancha es Yahapé, al cual se llega desde Corrientes por la RN 12 y dista 100 km aproximadamente.

## Cultura
La fiesta patronal se realiza en honor al Niño Jesús Salvador, el 1 de enero, fecha en la cual se realizan luminarias de barro y velas alrededor de la iglesia. Cerrito es la ciudad natal de Justo Villar, portero de la selección nacional que tuvo un destacado papel en la Copa Mundial de Fútbol de 2010.